# Apaxco
Apaxco (mot d'origine nahuatl) est l'une de 125 municipalités de l'État de Mexico au Mexique.

## Géographie

### Situation
Apaxco est situé au nord et à l'ouest de l'État d'Hidalgo, au sud à Tequixquiac, au sud-ouest à Huehuetoca,  et à l'ouest à l'État d'Hidalgo.
La superficie d'Apaxco est de 80,34 km2 et se situe à 2 211 mètres.

### Climat
Le climat est de type océanique avec des étés tempérés et des hivers secs.

## Histoire
La trace de l'existence, retrouvée sur les pierres des monts environnants, des premiers habitants de la région remontent à 5000 ans av. J.-C.[réf. nécessaire]. Les civilisations qui ont habité ce qui est maintenant Apaxco avaient une relation directe avec la civilisation de Teotihuacan[réf. nécessaire]. Cette dernière a décliné entre 650 et 900, la civilisation dominante après son déclin fut celle des Toltèques[réf. nécessaire].
Avec la montée de l'empire aztèque, la région d'Apaxco et celles de ses voisins furent gouvernées par Tacuba, l'un des membres de la Triple Alliance. Ceci jusqu'à la chute de Tenochtitlan devant l'arrivée de l'armée de Hernán Cortés.
À l'époque coloniale Apaxco est entré dans le système d'encomienda imposé par les conquérants espagnols, et est passé sous le commandement de Cristóbal Hernández Mosquera en 1530.
Apaxco a été érigée en municipalité en 1870 après la fin de l'intervention française, la première école a été fondée en 1880. Mais sous le gouvernement de Porfirio Díaz, la municipalité est entrée dans une phase de forte récession économique et la municipalité a disparu en 1899, à partir de cette date jusqu'en 1923, Apaxco a fait partie de la municipalité de Texquiquiac.
Son chef-lieu est Apaxco de Ocampo qui compte 11 000 habitants. La municipalité comprend aussi la localité de Coyotillos, la Cologne Suisse (Holcim)[pas clair], ainsi que la localité de Pérez de Galeana et l'ancienne ferme de Teña[réf. souhaitée].

## Population et société

### Démographie
L'on dénombre à Apaxco 27 521 habitants, soit une densité de 342,6 habitants par km².